# 타보르구

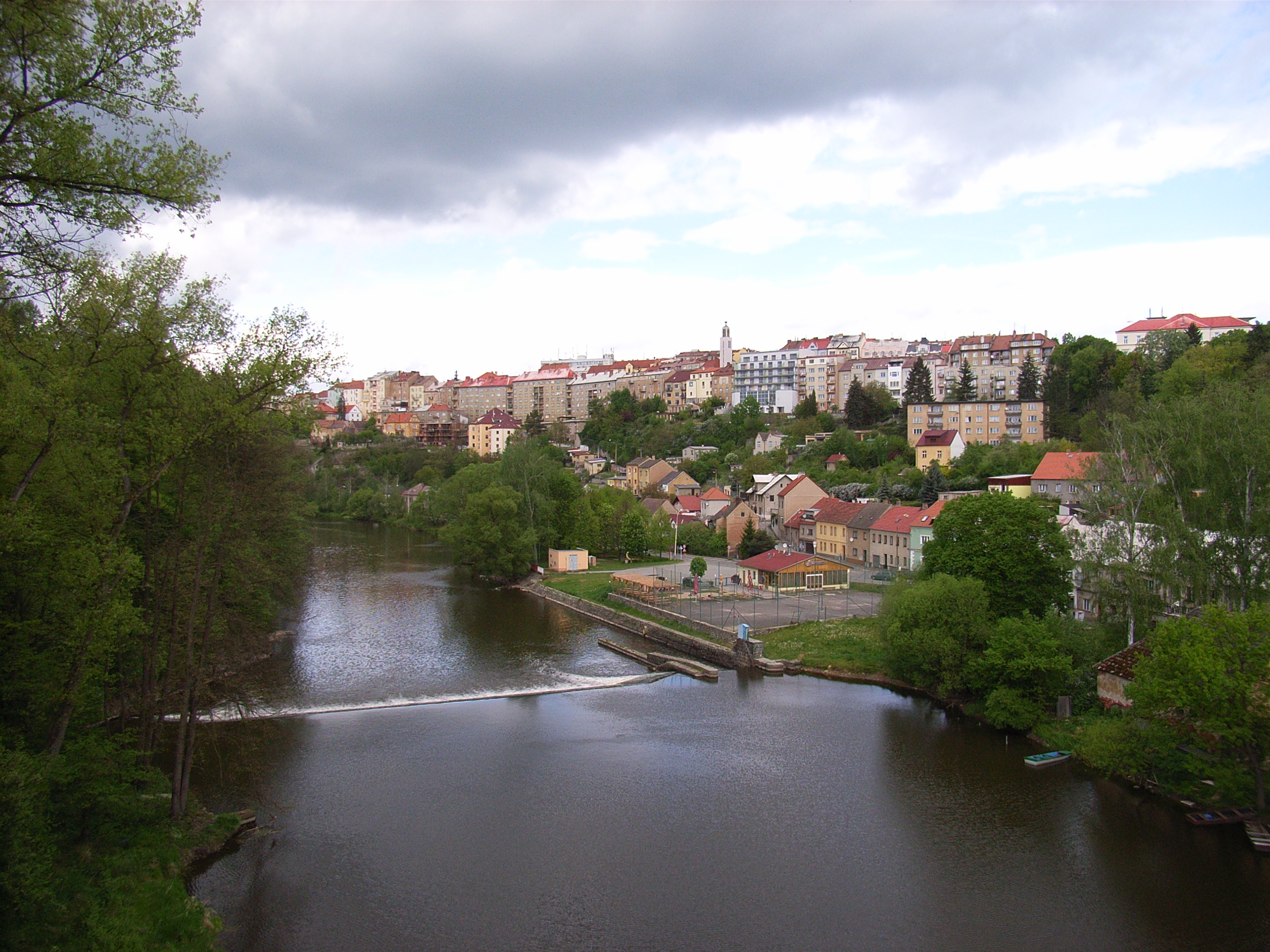
타보르구의 행정 중심지인 타보르

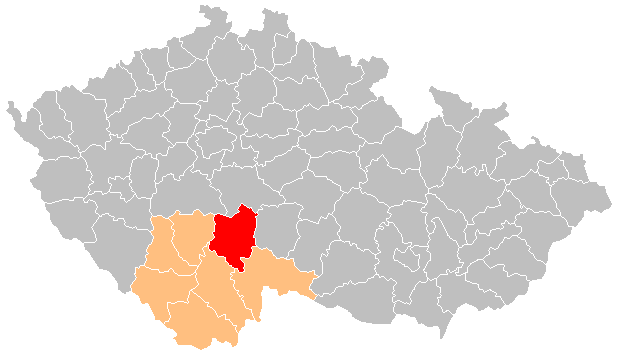
타보르구의 위치

타보르구(체코어: Okres Tábor)는 체코 남보헤미아주를 구성하는 7개 구 가운데 하나로 행정 중심지는 타보르이며 면적은 1,326km2, 인구는 102,497명(2019년 1월 1일 기준), 인구 밀도는 77명/km2이다.
남보헤미아주 북동부에 위치하며 110개 지방 자치체(12개 시, 98개 마을)를 관할한다. 남보헤미아주 체스케부데요비체구, 피세크구, 인드르지후프흐라데츠구, 중앙보헤미아주 베네쇼프구, 프르지브람구, 비소치나주 펠흐르지모프구와 접한다.